# Chiesa di San Pancrazio (Kraainem)
La chiesa di San Pancrazio (Sint-Pancratiuskerk in neerlandese, Saint-Pancrace in francese) è una chiesa in stile gotico-romanico situata sul territorio del comune belga di Kraainem, nella provincia del Brabante Fiammingo.

## Posizione
La chiesa di Saint-Pancrace di Kraainem si trova nel centro storico della cittadella arroccata su una piccola collina.

## Storia
La torre romanica è datata al XII secolo.
In origine, la chiesa era composta da un'unica navata e da un piccolo coro. Nel XIII secolo o XIV secolo è stata aggiunta una navata laterale. Il coro in stile romano fu sostituito, con il sostegno finanziario dell'abbazia di Affligem., da un coro in stile gotico eretto intorno al 1500-1550
Le devastazioni spagnole (1575-1581) portarono alla distruzione parziale della chiesa che, però, venne ristrutturata dal 1609 al 1661. Fu, inoltre, saccheggiata nel 1673 dalle truppe francesi e nel 1711 durante la Guerra di successione spagnola.
Intorno al 1720, l'ingresso che si trovava in fondo alla navata principale fu sostituito da uno in stile Barocco a sud della torre campanaria. Nel 1770, la navata fu ristrutturata sotto la direzione dell'architetto Egide Culp e dotata di un secondo collaterale a sud.
Alla fine del XIX secolo, la chiesa venne risparmiata da una completa ristrutturazione in stile neogotico, secondo un progetto stabilito nel 1896 da A. Verhelle e fu adottato, invece, il modesto progetto dell'architetto Jules-Jacques Van Ysendyck; venne aggiunto un battistero ai piedi della torre, le finestre della navata sostituite da aperture gemellate e le finestre del coro, che non erano mai state sostituite ed erano in parte murate, furono restaurate tra il 1900 e il 1906.
La chiesa è stata classificata come monumento storico sin dal 25 marzo 1938 e compare nell'inventario del patrimonio immobiliare della Regione fiamminga con il numero di riferimento 39908. Dal 30 settembre 2014, l'insieme formato dalla chiesa, dal cimitero e dal muretto che li circonda è stato classificato come monumento storico.

## Descrizione

### L'esterno
Ad ovest, la chiesa presenta una torre in pietra la cui base è circondata da avancorpi aventi una copertura a falde e sostenuti da potenti contrafforti. L'avancorpo situato a sud è costituito da una porta in stile barocco. Ai piedi della torre, sul lato nord, si trova il battistero in stile neoromanico costruito all'inizio del XX secolo durante la ristrutturazione effettuata dall'architetto Jules-Jacques Van Ysendyck.
La torre presenta diversi livelli in leggero arretramento uno rispetto all'altro. All'ultimo piano, su tre lati è costituita da una baia campanaria impreziosita da un orologio. Quest'ultimo è sormontato da una guglia ottagonale a base quadrata ricoperta di tegole d'ardesia e terminata da una croce sormontata da un gallo.
A est si trova un'abside composta da due campate del coro e da un'abside trilaterale rivestita d'ardesia. Sostenuta da poderosi contrafforti, quest'abside è costituita da grandi campate ogivali cui trafori furono rifatti tra il 1900 e il 1906 durante il restauro effettuato da Van Ysendyck.
Tra le due vi è la navata che presenta facciate laterali forate ciascuna da due coppie di aperture gemellari a tutto sesto.

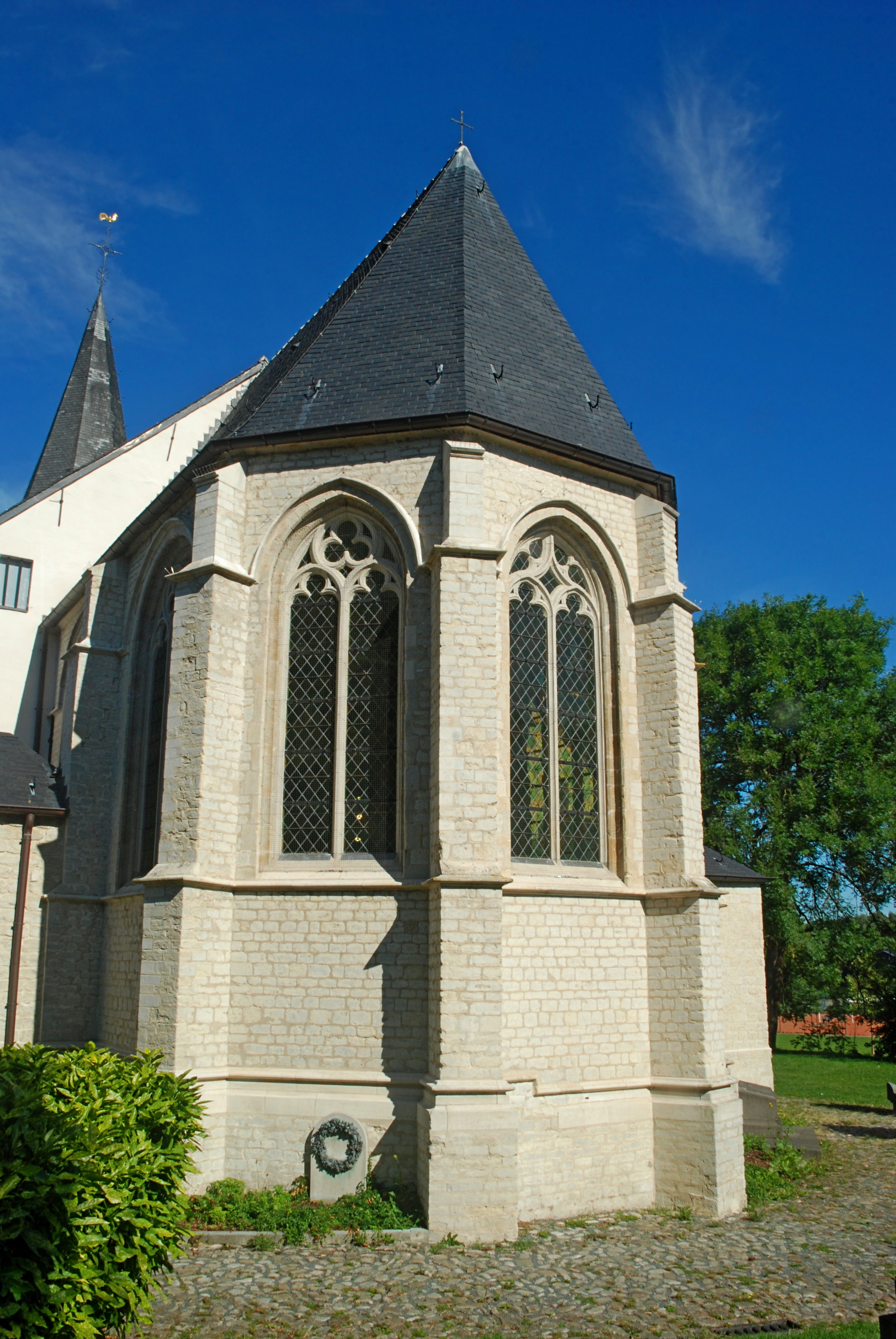
Abside.
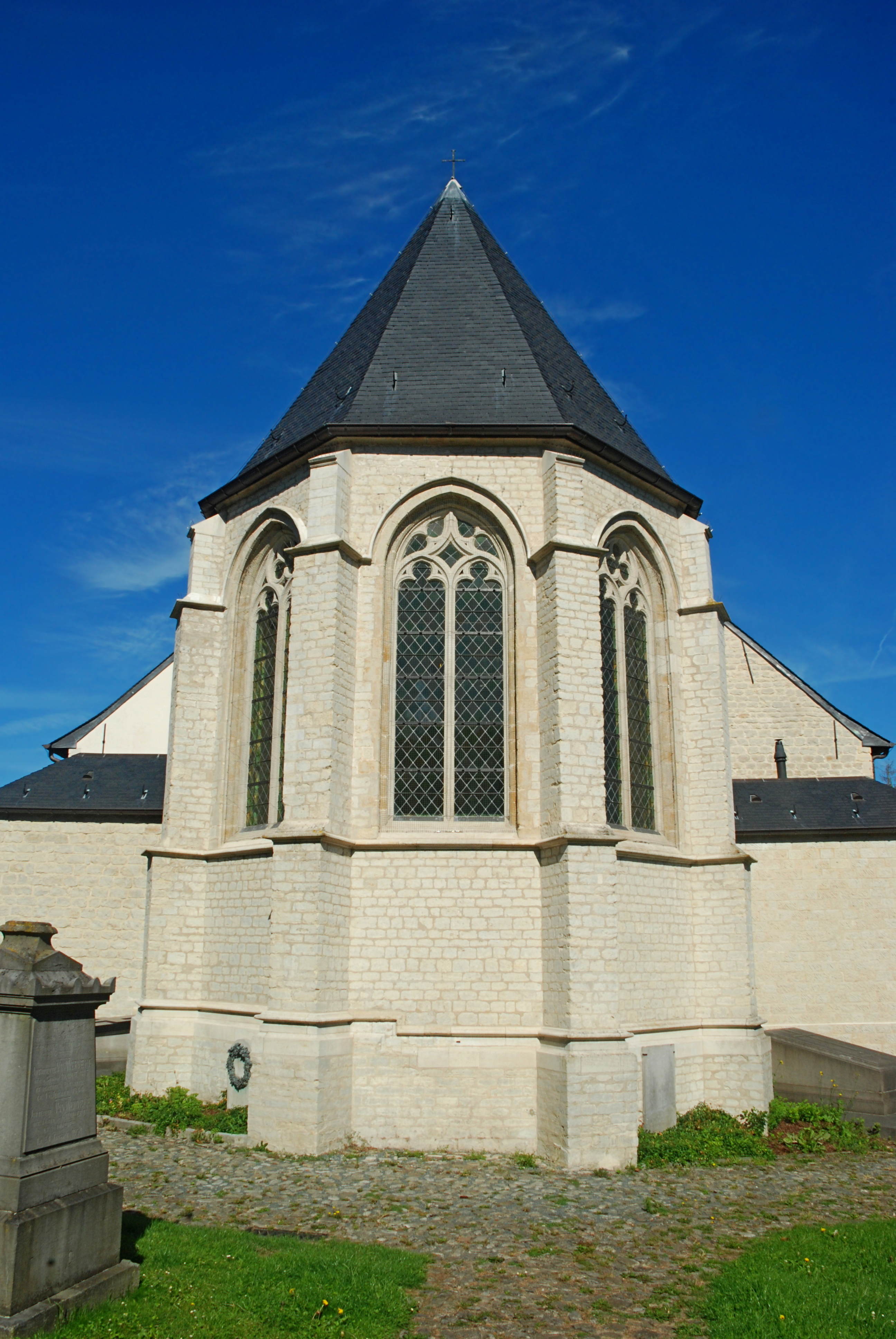
Abside.
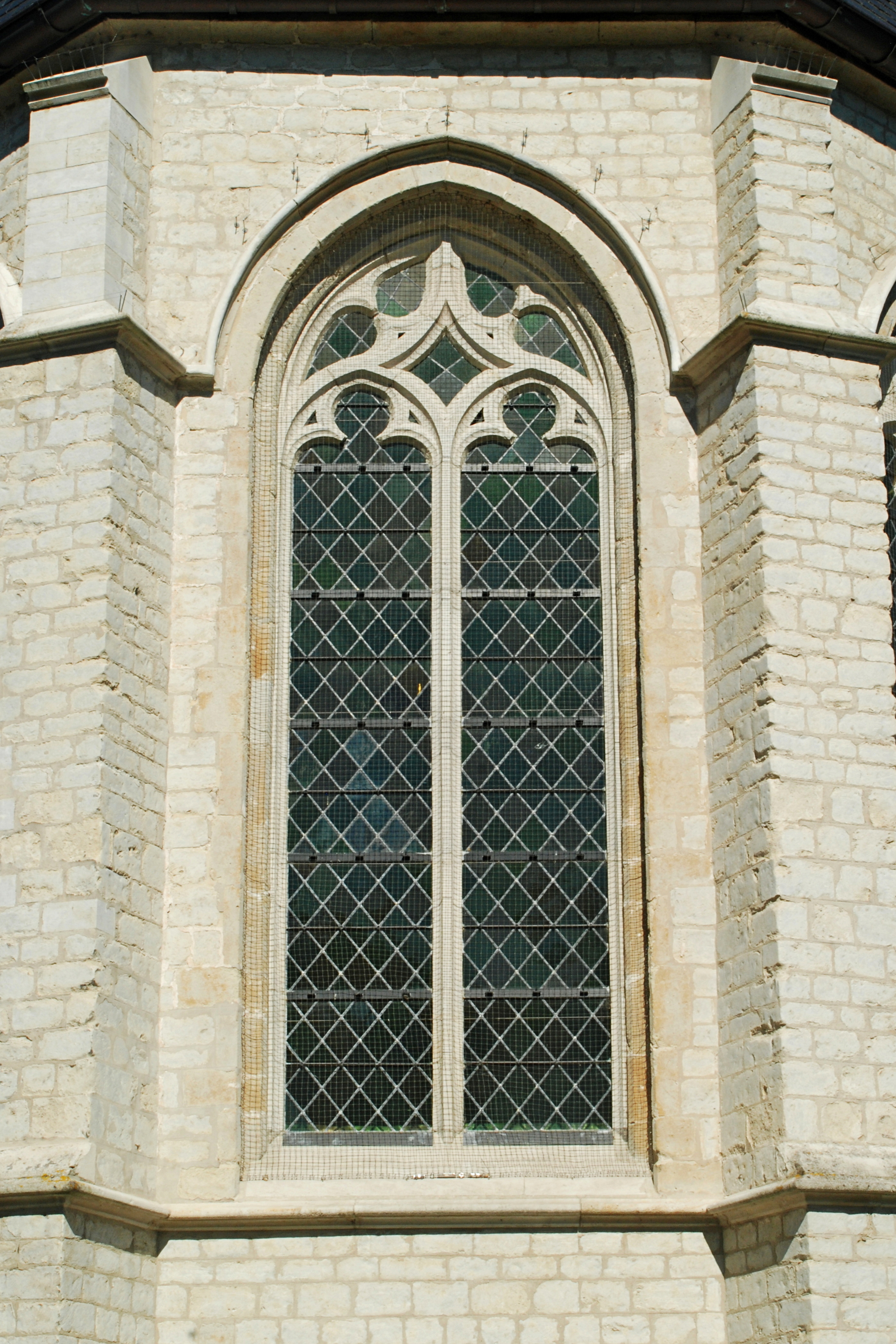
Campata ogivale.
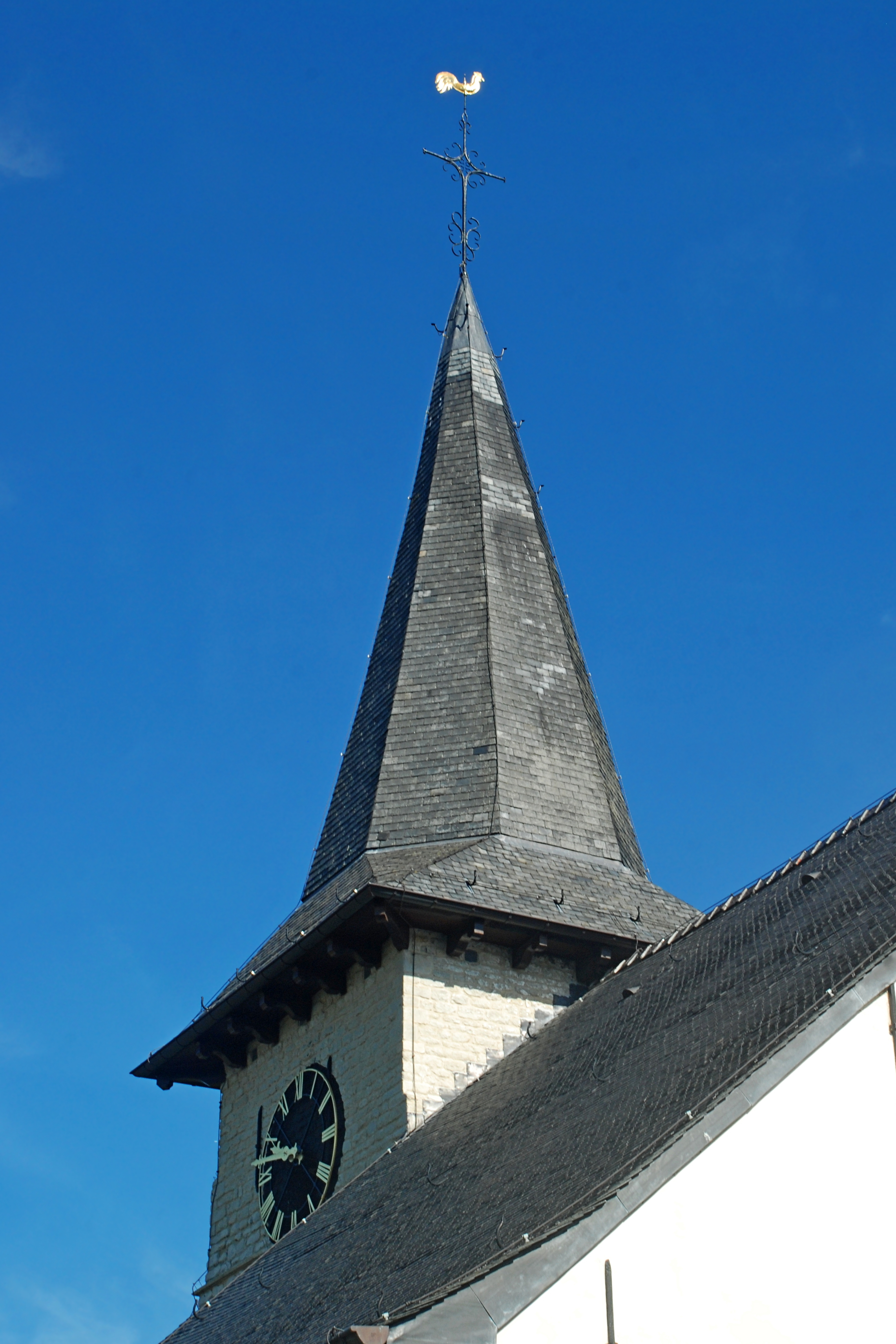
Guglia del campanile.

### L'interno
Il pianterreno della torre è coperto da una volta a crociera che si sorregge, agli angoli, su due colonne con capitelli di tipo cubico.
Solo uno dei quattro capitelli (quello dell'angolo nord-ovest) ha conservato la sua originaria decorazione romanica, costituita da una testa di ariete stilizzata. L'abaco di questo capitello è decorato con doppia fila di rombi.

Pianterreno della torre
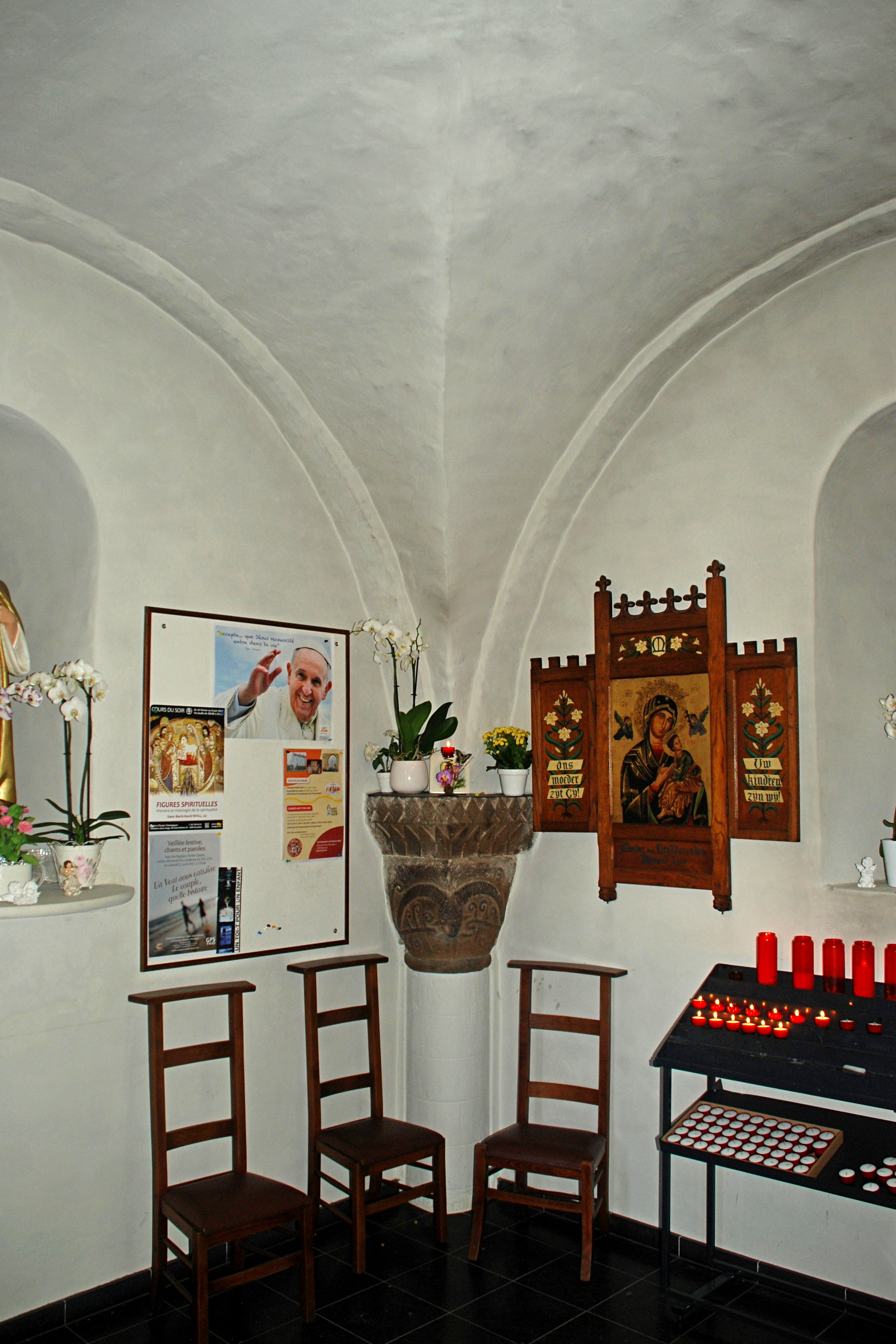
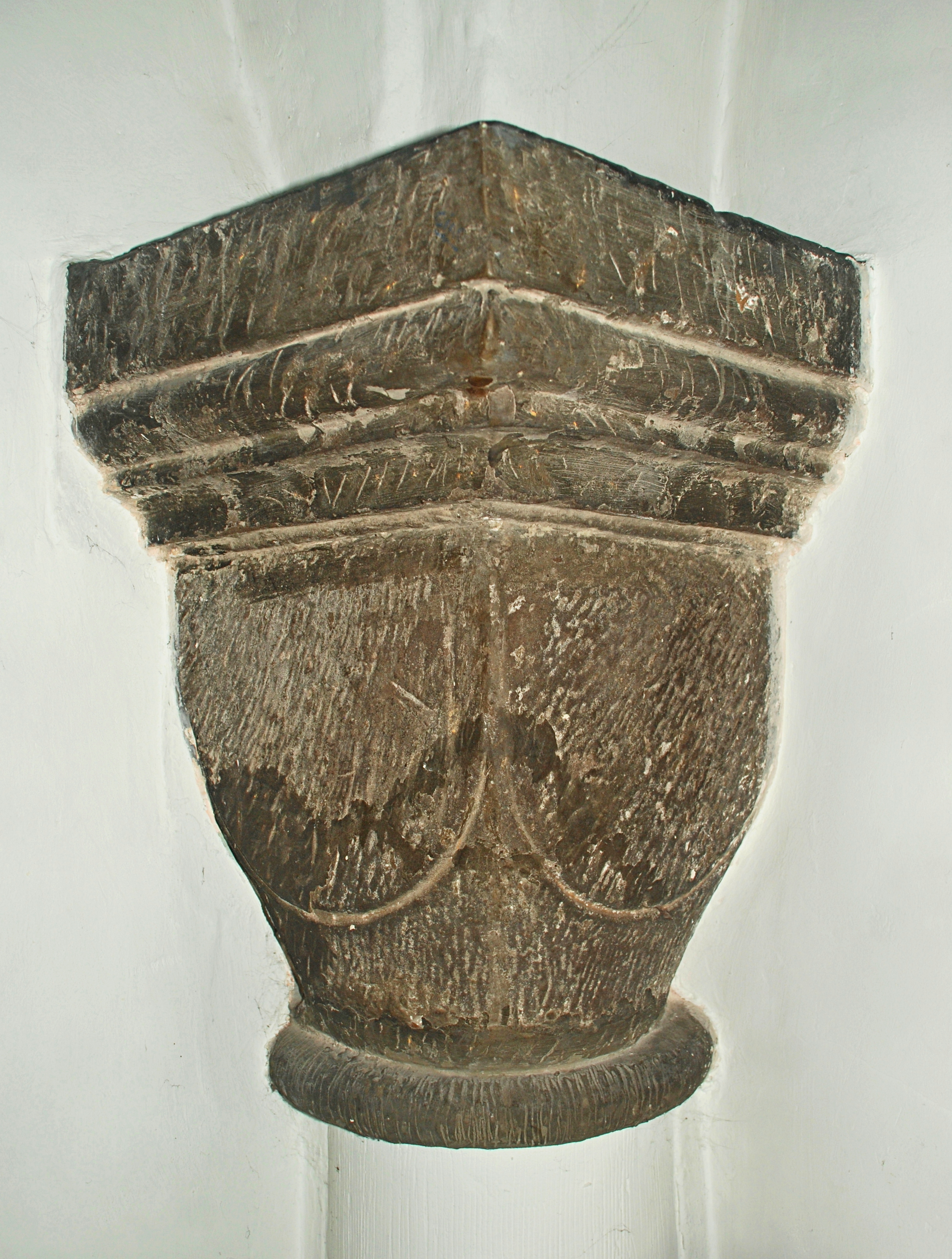
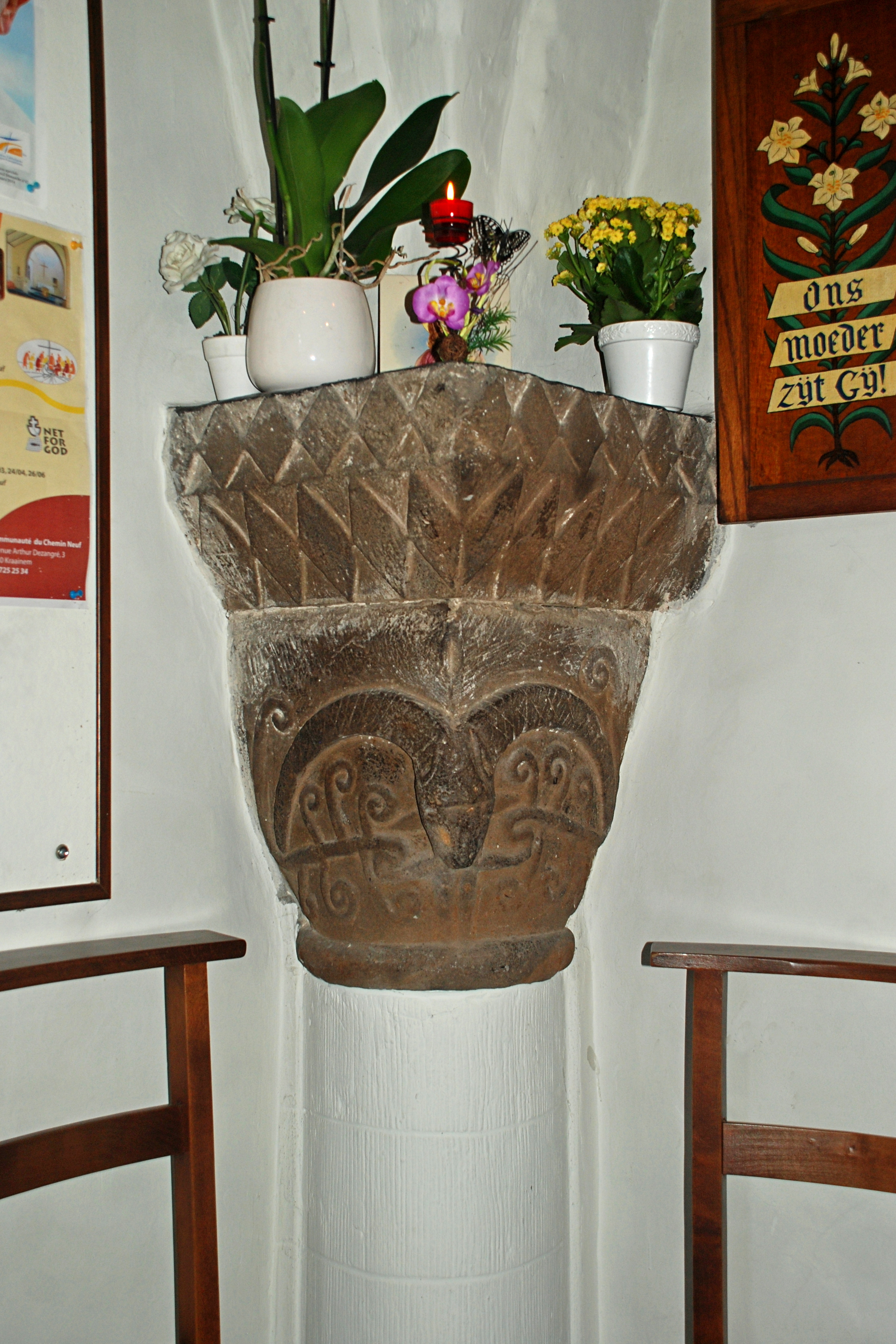
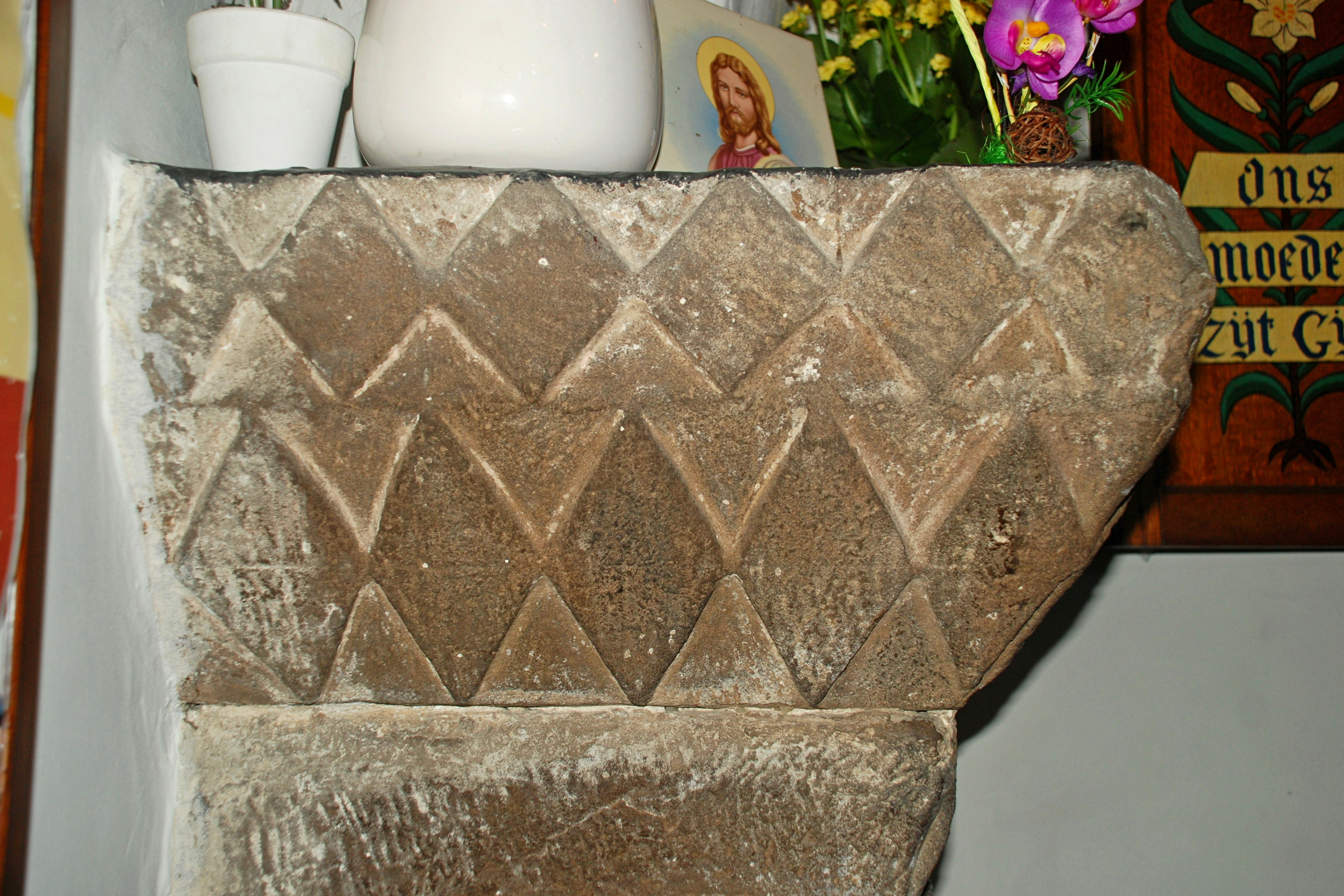